# Aranyhomlokú küllő
Az aranyhomlokú küllő (Melanerpes aurifrons) a madarak (Aves) osztályának harkályalakúak (Piciformes) rendjébe, ezen belül a harkályfélék (Picidae) családjába tartozó faj.

## Rendszerezése
A fajt Johann Georg Wagler német ornitológus írta le 1829-ben, a Picus nembe  Picus aurifrons néven.

## Alfajai
- Melanerpes aurifrons aurifrons – (Wagler, 1829)
- Melanerpes aurifrons canescens (Salvin, 1889)
- Melanerpes aurifrons dubius (Cabot, 1844)
- Melanerpes aurifrons grateloupensis (Lesson, 1839)
- Melanerpes aurifrons hughlandi Dickerman, 1987
- Melanerpes aurifrons insulanus (Bond, 1936)
- Melanerpes aurifrons leei (Ridgway, 1885)
- Melanerpes aurifrons pauper (Ridgway, 1888)
- Melanerpes aurifrons polygrammus (Cabanis, 1862)
- Melanerpes aurifrons turneffensis Russell, 1963
- Melanerpes aurifrons santacruzi-t, manapság önállófajként tartják számon, Melanerpes santacruzi néven.[4] Egyes szervezetek szerint ez a faj, magával vitte az aranyhomlokú küllő alfajait is.

## Előfordulása
Az Amerikai Egyesült Államok, Mexikó, Belize, Guatemala, Honduras, Nicaragua és Salvador területén honos. Természetes élőhelyei szubtrópusi és trópusi síkvidéki esőerdők, száraz erdők, füves puszták és cserjések, valamint ültetvények, másodlagos erdők, vidéki kertek és városi régiók. Állandó, nem vonuló faj.

## Megjelenése
Testhossza 22-26 centiméter, a hím testtömege 73-99 gramm, a tojó 63-90 gramm.
|  |

## Életmódja
Tápláléka rovarokból és növényi részekből áll.

## Szaporodása
Fészkét magas fák odvaiba rakja, néha telefon oszlopokra és mesterséges madárodúba. Fészekalja 4–5 fehér tojásból áll, melyen a szülők felváltva kotlanak 12-14 napig. A fiókák kirepülése még 30 napig tart.

## Természetvédelmi helyzete
Az elterjedési területe rendkívül nagy, egyedszáma pedig stabilt. A Természetvédelmi Világszövetség Vörös listáján nem fenyegetett fajként szerepel.